# Yvonne Brewster
Yvonne Jones Brewster, de soltera Clarke (Kingston, Jamaica, 7 de octubre de 1938) es una actriz, directora de teatro y empresaria jamaicana, conocida por su papel de Ruth Harding en la telenovela de televisión de la BBC Doctors. Cofundó las compañías de teatro Talawa en el Reino Unido y The Barn en Jamaica.

## Trayectoria
Nacida en Kingston, Jamaica, Brewster recuerda que se sintió inspirada para ser actriz a los 16 años, cuando su padre la llevó al Ward Theatre a ver una obra francesa, titulada Huis Clos, escrita por Jean Paul Sartre. En 1956, Brewster viajó al Reino Unido para estudiar arte dramático en el Rose Bruford College, fue la primera mujer negra en matricularse en la carrera de teatro en el Reino Unido, y le advirtieron que encontrar trabajo en el ámbito teatral británico sería poco probable.  Asistió al Royal Academia de Música recibiendo distinción en Drama y Mimo. Regresó a Jamaica para enseñar teatro y, en 1965, fundó, junto a Trevor Rhone, The Barn en Kingston, la primera compañía de teatro profesional de Jamaica.
A su regreso a Inglaterra, a principios de la década de 1970, trabajó intensamente en radio, televisión y dirección de producciones escénicas. Entre 1982 y 1984 fue directora de Arte Dramático en el Arts Council de Gran Bretaña. En 1985 cofundó la Talawa Theatre Company con Mona Hammond, Carmen Munroe e Inigo Espejel, con financiación Greater London Council (entonces dirigido por Ken Livingstone). Brewster fue directora artística de Talawa hasta 2003 y dirigió una producción de la obra de CLR James, The Black Jacobins, en 1986 en Riverside Studios, como primera obra representada por la compañía dirigida por negros, con Norman Beaton en el papel principal  de Toussaint L'Ouverture. Otro hito se produjo en 1991, cuando dirigió la primera producción íntegramente negra de Antonio y Cleopatra de William Shakespeare, protagonizada por Doña Croll y Jeffery Kissoon.
En 2004, Brewster publicó sus memorias, tituladas The Undertaker's Daughter: The Colorful Life of a Theatre Director (Arcadia Books). También ha editado cinco colecciones de obras de teatro, incluida For the Reckord de Barry Reckord ( Oberon Books, 2010) y Mixed Company: Three Early Jamaican Plays (Oberon Books, 2012). En 2018 publicó Vaulting Ambition: Jamaica's Barn Theatre 1966–2005.
Brewster es mecenas del Centro Clive Barker para la Innovación Teatral.

## Reconocimientos
En 1993, Brewster fue nombrada Oficial de la Orden del Imperio Británico (OBE). En 2001, fue investida Doctora Honoris Causa por la Open University. También recibió el premio "Living Legend" del National Black Theatre Festival en 2001.
Apareció en la lista de 2003 de las 100 Great Black Britons. En 2005, la Central School of Speech and Drama de la Universidad de Londres nombró miembro honoraria a Brewster en reconocimiento a su participación en el desarrollo del teatro británico. En 2013, fue nombrada una de las 100 mujeres de la BBC.

## Obra
- 2004 - The Undertaker’s Daughter: The Colourful Life of a Theatre Director. Ed. BlackAmber/Arcadia Books. ISBN 978-1901969245
- 2017 - Vaulting Ambition: Jamaica’s Barn Theatre 1965–2005. Ed. Peepal Tree Press. ISBN 9781845233600